# ティアゴ・サントス
ティアゴ・カルヴァーリョ・サントス（Tiago Carvalho Santos, 2002年7月23日 - ）は、ポルトガルのリスボン県リスボン出身のプロサッカー選手。リーグ・アンのLOSCリール所属。ポジションはディフェンダー。

## 経歴

### エストリル
スポルディングCPのユースアカデミーなどを経て、2021年にGDエストリル・プライアのユースアカデミーに加入。
2022-23シーズン、2022年8月19日のリオ・アヴェFC戦に出場してプロデビューした。このシーズンは30試合に出場して5アシストを記録した。
2023年夏の移籍期間において、移籍金500万ユーロでSLベンフィカへの完全移籍がクラブ間で合意していたが、かつてサントスがアカデミーに在籍したスポルディングCPが、サントスがエストリルに加入する際の契約に盛り込まれた「サントスがベンフィカかFCポルトへ移籍した場合、エストリルはスポルディングに2,000万ユーロを支払わなければならない」という条項を発動することを予告したため、移籍は破談となった。

### ニース
2023年7月5日にリーグ・アンのLOSCリールへ完全移籍し、5年契約を結んだ。移籍金は650万ユーロ。
2023年11月26日のオリンピック・マルセイユ戦でプロ初得点を記録した。

## 代表歴
2023年にU-21ポルトガル代表に初選出され、UEFA U-21欧州選手権予選に出場した。